# Liste im Irak vorhandener Dampflokomotiven
Dies ist eine Liste erhaltener Dampflokomotiven auf dem Gebiet des Irak.

## Spurweite 1435 mm
| Foto | Nummer oder Name                  | Bauart / Achsfolge | Hersteller                   | Fabrik- nr. | Baujahr | Historie | Eigentümer / Betreiber / Strecke | Standort               | Bemerkungen |
| ---- | --------------------------------- | ------------------ | ---------------------------- | ----------- | ------- | -------- | -------------------------------- | ---------------------- | ----------- |
|      | Iraqi Railway (WD) No. 1429 (547) | 1'D                | North British Locomotive Co. | 24740       | 1940    |          |                                  | Shalchiyah Workshops   | [ 1 ]       |
|      | C.F. Hodeidah No. ?               | C                  | Borsig, Berlin-Tegel         | 8480        | 1912    |          |                                  | Global Railway Station | [ 2 ]       |

## Spurweite 1000 mm
| Foto | Nummer oder Name      | Bauart / Achsfolge | Hersteller                 | Fabrik- nr. | Baujahr | Historie | Eigentümer / Betreiber / Strecke | Standort         | Bemerkungen |
| ---- | --------------------- | ------------------ | -------------------------- | ----------- | ------- | -------- | -------------------------------- | ---------------- | ----------- |
|      | Iraqi Petroleum No. 2 | 1’D2’              | Hudswell Clarke & Co.      | 1853        | 1951    |          |                                  | Baghdad          | [ 3 ]       |
|      | Iraq Railway No. 208  | Bt                 | Borsig, Berlin-Tegel       | 7599        | 1910    |          |                                  | Shalchiyah Works | [ 4 ]       |
|      | Iraq Railway No. RM2  | 4wVBT              | Sentinel (Shrewsbury) Ltd. | 7571        | 1928    |          |                                  | Shalchiyah Works | [ 5 ]       |

## Spurweite 914 mm
| Foto | Nummer oder Name         | Bauart / Achsfolge | Hersteller           | Fabrik- nr. | Baujahr | Historie | Eigentümer / Betreiber / Strecke | Standort | Bemerkungen |
| ---- | ------------------------ | ------------------ | -------------------- | ----------- | ------- | -------- | -------------------------------- | -------- | ----------- |
|      | Entertainment City No. ? | 2'B                | Crown Metal Products |             |         |          |                                  | Baghdad  | [ 6 ]       |